# 常驻集大小
在计算机中，常驻集大小（英語：Resident set size，縮寫：RSS）是指进程占据的主存的一部分（以千字节计算）。其余被占用的部分存在于交换空间或者文件系统，这是因为要么这些内存部分被换出，要么作为可执行文件的一部分从未被加载。